# Suberites gibbosiceps
Suberites gibbosiceps är en svampdjursart som beskrevs av Topsent 1904. Suberites gibbosiceps ingår i släktet Suberites och familjen Suberitidae. Inga underarter finns listade i Catalogue of Life.